# Смоловка (Харьковская область)
Смоловка (укр. Смолівка) — село,
Нижнебурлукский сельский совет,
Шевченковский район,
Харьковская область, Украина.
Код КОАТУУ — 6325785005. Население по переписи 2001 года составляет 66 (29/37 м/ж) человек.

## Географическое положение
Село Смоловка находится на левом берегу реки Великий Бурлук,
выше по течению на расстоянии в 4 км расположено село Шевченково,
ниже по течению на расстоянии в 2 км расположено село Раздольное,
на противоположном берегу — село Михайловка.

## История
- 1850 — дата основания.